# Selenisa portoricensis
Selenisa portoricensis är en fjärilsart som beskrevs av Heinrich Benno Möschler 1890. Selenisa portoricensis ingår i släktet Selenisa och familjen nattflyn. Inga underarter finns listade i Catalogue of Life.